# Colombiaans voetbalelftal in 1985
Het Colombiaans voetbalelftal speelde in totaal negentien officiële interlands in het jaar 1985, waaronder acht duels in de kwalificatiereeks voor het WK voetbal 1986 in Mexico. De nationale selectie wist zich niet te plaatsen voor de eindronde, waarna  bondscoach Gabriel Ochoa Uribe vertrok.

## Balans
| Wedstrijden | Wedstrijden | Wedstrijden | Wedstrijden | Doelpunten | Doelpunten | Doelpunten | Punten |
| Gespeeld    | Winst       | Gelijk      | Verlies     | Voor       | Tegen      | Saldo      | Punten |
| ----------- | ----------- | ----------- | ----------- | ---------- | ---------- | ---------- | ------ |
| 19          | 8           | 5           | 6           | 24         | 23         | +1         | 1.105  |

## Interlands
|                                                       |                                         |       |                                         |                                                                                          |
| 1 februari Vriendschappelijk № 147 «onderlinge duels» | Colombia                                | 2 – 2 | Zwitserland                             | Estadio El Campín, Bogota Toeschouwers: 30.000 Scheidsrechter: Jesús Díaz Palacios (COL) |
| 1 februari Vriendschappelijk № 147 «onderlinge duels» | Alex Valderrama 47' Pedro Sarmiento 78' |       | 30' Heinz Hermann 56' Marco Schällibaum | Estadio El Campín, Bogota Toeschouwers: 30.000 Scheidsrechter: Jesús Díaz Palacios (COL) |

|                                                        |                   |       |                                      |                                                                                   |
| 10 februari Vriendschappelijk № 148 «onderlinge duels» | Colombia          | 1 – 2 | Polen                                | Estadio El Campín, Bogota Toeschouwers: 25.000 Scheidsrechter: Octavio Mesa (COL) |
| 10 februari Vriendschappelijk № 148 «onderlinge duels» | Manuel Córdoba 9' |       | 5' Andrzej Pałasz 34' Andrzej Pałasz | Estadio El Campín, Bogota Toeschouwers: 25.000 Scheidsrechter: Octavio Mesa (COL) |

|                                                        |                     |       |       |                                                                                          |
| 14 februari Vriendschappelijk № 149 «onderlinge duels» | Colombia            | 1 – 0 | Polen | Estadio Pascual Guerrero, Cali Toeschouwers: 15.000 Scheidsrechter: Alirio Montoya (COL) |
| 14 februari Vriendschappelijk № 149 «onderlinge duels» | Pedro Sarmiento 28' |       |       | Estadio Pascual Guerrero, Cali Toeschouwers: 15.000 Scheidsrechter: Alirio Montoya (COL) |

|                                                        |                          |       |                      |                                                                                    |
| 21 februari Vriendschappelijk № 150 «onderlinge duels» | Chili                    | 1 – 1 | Colombia             | Estadio Nacional, Santiago Toeschouwers: 25.000 Scheidsrechter: Víctor Ojeda (CHI) |
| 21 februari Vriendschappelijk № 150 «onderlinge duels» | Juan Carlos Letelier 90' |       | 35' Eduardo Vilarete | Estadio Nacional, Santiago Toeschouwers: 25.000 Scheidsrechter: Víctor Ojeda (CHI) |

|                                                        |                                                                 |       |          |                                                                                               |
| 24 februari Vriendschappelijk № 151 «onderlinge duels» | Uruguay                                                         | 3 – 0 | Colombia | Estadio Centenario, Montevideo Toeschouwers: 80.000 Scheidsrechter: José Martínez Bazán (URU) |
| 24 februari Vriendschappelijk № 151 «onderlinge duels» | Carlos Aguilera 19' Enzo Francescoli 42' Amaro Nadal 89' (pen.) |       |          | Estadio Centenario, Montevideo Toeschouwers: 80.000 Scheidsrechter: José Martínez Bazán (URU) |

|                                                        |          |                                                             |          |                                                                                                |
| 28 februari Vriendschappelijk № 152 «onderlinge duels» | Paraguay | 0 – 3                                                       | Colombia | Estadio Defensores del Chaco, Asunción Toeschouwers: 15.000 Scheidsrechter: Juan Escobar (PAR) |
| 28 februari Vriendschappelijk № 152 «onderlinge duels» |          | 41' Manuel Córdoba 66' Arnoldo Iguarán 89' Eduardo Vilarete |          | Estadio Defensores del Chaco, Asunción Toeschouwers: 15.000 Scheidsrechter: Juan Escobar (PAR) |

|                                                     |                                         |       |          | |
| 17 april Vriendschappelijk № 153 «onderlinge duels» | Colombia                                | 2 – 0 | Paraguay | Estadio Hernán Ramírez Villegas, Pereira Toeschouwers: 26.000 Scheidsrechter: Armando Pérez Hoyos (COL) |
| 17 april Vriendschappelijk № 153 «onderlinge duels» | ??? ??' Hernán Darío Herrera 89' (pen.) |       |          | Estadio Hernán Ramírez Villegas, Pereira Toeschouwers: 26.000 Scheidsrechter: Armando Pérez Hoyos (COL) |

|                                                     |                                         |       |                                              |                                                                                   |
| 19 april Vriendschappelijk № 154 «onderlinge duels» | Colombia                                | 2 – 2 | Paraguay                                     | Estadio El Campín, Bogota Toeschouwers: 10.000 Scheidsrechter: Octavio Mesa (COL) |
| 19 april Vriendschappelijk № 154 «onderlinge duels» | Arnoldo Iguarán 2' Willington Ortíz 56' |       | 1' Alfredo Mendoza 63' Buenaventura Ferreira | Estadio El Campín, Bogota Toeschouwers: 10.000 Scheidsrechter: Octavio Mesa (COL) |

|                                                     |                           |       |                          |                                                                                             |
| 25 april Vriendschappelijk № 155 «onderlinge duels» | Brazilië                  | 2 – 1 | Colombia                 | Estadio Mineirão, Belo Horizonte Toeschouwers: 49.898 Scheidsrechter: Carlos Esposito (ARG) |
| 25 april Vriendschappelijk № 155 «onderlinge duels» | Alemão 52' Casagrande 85' |       | 90' (pen.) Miguel Prince | Estadio Mineirão, Belo Horizonte Toeschouwers: 49.898 Scheidsrechter: Carlos Esposito (ARG) |

|                                                     |                                          |       |                     |                                                                                         |
| 28 april Vriendschappelijk № 156 «onderlinge duels» | Colombia                                 | 2 – 1 | Uruguay             | Estadio El Campin, Bogota Toeschouwers: 15.000 Scheidsrechter: Alirio Blanquiceth (COL) |
| 28 april Vriendschappelijk № 156 «onderlinge duels» | Willington Ortíz 41' Arnoldo Iguarán 64' |       | 47' Carlos Aguilera | Estadio El Campin, Bogota Toeschouwers: 15.000 Scheidsrechter: Alirio Blanquiceth (COL) |

|                                                   |                 |       |          |                                                                                   |
| 15 mei Vriendschappelijk № 157 «onderlinge duels» | Colombia        | 1 – 0 | Brazilië | Estadio El Campin, Bogota Toeschouwers: 25.000 Scheidsrechter: Elias Jacome (ECU) |
| 15 mei Vriendschappelijk № 157 «onderlinge duels» | Victor Lugo 66' |       |          | Estadio El Campin, Bogota Toeschouwers: 25.000 Scheidsrechter: Elias Jacome (ECU) |

|                                                 |                   |       |      |                                                                                     |
| 26 mei WK-kwalificatie № 158 «onderlinge duels» | Colombia          | 1 – 0 | Peru | Estadio El Campin, Bogota Toeschouwers: 46.519 Scheidsrechter: Luis Barrancos (BOL) |
| 26 mei WK-kwalificatie № 158 «onderlinge duels» | Miguel Prince 27' |       |      | Estadio El Campin, Bogota Toeschouwers: 46.519 Scheidsrechter: Luis Barrancos (BOL) |

|                                                 |                   |       |                                                            |                                                                                     |
| 2 juni WK-kwalificatie № 159 «onderlinge duels» | Colombia          | 1 – 3 | Argentinië                                                 | Estadio El Campin, Bogota Toeschouwers: 53.124 Scheidsrechter: Arnaldo Coelho (BRA) |
| 2 juni WK-kwalificatie № 159 «onderlinge duels» | Miguel Prince 61' |       | 43' Pedro Pasculli 68' Pedro Pasculli 85' Jorge Burruchaga | Estadio El Campin, Bogota Toeschouwers: 53.124 Scheidsrechter: Arnaldo Coelho (BRA) |

|                                                 |      |       |          |                                                                                   |
| 9 juni WK-kwalificatie № 160 «onderlinge duels» | Peru | 0 – 0 | Colombia | Estadio Nacional, Lima Toeschouwers: 29.518 Scheidsrechter: José Cardellino (URU) |
| 9 juni WK-kwalificatie № 160 «onderlinge duels» |      |       |          | Estadio Nacional, Lima Toeschouwers: 29.518 Scheidsrechter: José Cardellino (URU) |

|                                                  |                   |       |          |                                                                                              |
| 16 juni WK-kwalificatie № 161 «onderlinge duels» | Argentinië        | 1 – 0 | Colombia | Estadio Monumental, Buenos Aires Toeschouwers: 25.774 Scheidsrechter: Gabriel González (PAR) |
| 16 juni WK-kwalificatie № 161 «onderlinge duels» | Jorge Valdano 25' |       |          | Estadio Monumental, Buenos Aires Toeschouwers: 25.774 Scheidsrechter: Gabriel González (PAR) |

|                                                  |                                     |       |                                                      | |
| 23 juni WK-kwalificatie № 162 «onderlinge duels» | Venezuela                           | 2 – 2 | Colombia                                             | Polideportivo de Pueblo Nuevo, San Cristóbal Toeschouwers: 30.100 Scheidsrechter: Ramón Barreto (URU) |
| 23 juni WK-kwalificatie № 162 «onderlinge duels» | Douglas Cedeño 6' Bernardo Añor 64' |       | 17' Willington Ortíz 50' (pen.) Hernán Darío Herrera | Polideportivo de Pueblo Nuevo, San Cristóbal Toeschouwers: 30.100 Scheidsrechter: Ramón Barreto (URU) |

|                                                  |                                                    |       |           |                                                                                    |
| 30 juni WK-kwalificatie № 163 «onderlinge duels» | Colombia                                           | 2 – 0 | Venezuela | Estadio El Campin, Bogota Toeschouwers: 5.176 Scheidsrechter: Sergio Vazquez (CHI) |
| 30 juni WK-kwalificatie № 163 «onderlinge duels» | Manuel Córdoba 15' Hernán Darío Herrera 27' (pen.) |       |           | Estadio El Campin, Bogota Toeschouwers: 5.176 Scheidsrechter: Sergio Vazquez (CHI) |

|                                                               |                                                            |       |          |                                                                                                   |
| 27 oktober WK-kwalificatie Play-offs № 164 «onderlinge duels» | Paraguay                                                   | 3 – 0 | Colombia | Estadio Defensores del Chaco, Asunción Toeschouwers: 26.000 Scheidsrechter: Carlos Esposito (ARG) |
| 27 oktober WK-kwalificatie Play-offs № 164 «onderlinge duels» | Ramón Hicks 15' Julio César Romero 70' Roberto Cabañas 84' |       |          | Estadio Defensores del Chaco, Asunción Toeschouwers: 26.000 Scheidsrechter: Carlos Esposito (ARG) |

|                                                               |                                        |       |                           |                                                                                            |
| 3 november WK-kwalificatie Play-offs № 165 «onderlinge duels» | Colombia                               | 2 – 1 | Paraguay                  | Estadio Pascual Guerrero, Cali Toeschouwers: 6.439 Scheidsrechter: José Ramiz Wright (BRA) |
| 3 november WK-kwalificatie Play-offs № 165 «onderlinge duels» | Sergio Angulo 68' Willington Ortiz 88' |       | 60' Buenaventura Ferreira | Estadio Pascual Guerrero, Cali Toeschouwers: 6.439 Scheidsrechter: José Ramiz Wright (BRA) |

## Statistieken
| Pedro Antonio Zape     | 1949-06-03 | América de Cali        | 11 | 0 | 0 | 47 | 0  |
| Luis Octavio Gómez     | 1959-11-13 | Independiente Medellín | 5  | 1 | 0 |    |    |
| Carlos Navarro         | 1966-02-26 | Vélez Sársfield        | 3  | 0 | 0 |    |    |
| Verdediging            |            |                        |    |   |   |    |    |
| Miguel Prince          | 1957-07-30 | Millonarios            | 10 | 0 | 4 | 19 | 6  |
| Luis Norberto Gil      | 1958-03-14 | Millonarios            | 10 | 0 | 4 | 11 | 4  |
| Jorge Porras           | 1959-12-25 | América de Cali        | 9  | 1 | 0 | 19 | 0  |
| Víctor Luna            | 1959-10-28 | Atlético Nacional      | 8  | 1 | 0 |    |    |
| Alonso López           |            | Millonarios            | 8  | 0 | 0 |    |    |
| Nolberto Molina        | 1953-01-05 | Atlético Nacional      | 7  | 1 | 0 | 14 | 1  |
| Luis Reyes             |            | América de Cali        | 6  | 1 | 0 |    |    |
| Gonzalo Soto           | 1963-01-06 | América de Cali        | 5  | 1 | 0 |    |    |
| Álvaro Escobar         |            |                        | 5  | 0 | 0 |    |    |
| Henry Viáfara          | 1953-04-20 | América de Cali        | 3  | 0 | 0 | 12 | 0  |
| Víctor Espinoza        |            | América de Cali        | 2  | 0 | 0 |    |    |
| Luis Murillo           |            | Deportivo Cali         | 2  | 0 | 0 |    |    |
| Jorge Ambuila          | 1961-10-16 | Deportivo Cali         | 1  | 1 | 0 | 2  | 0  |
| Alex Escobar           | 1965-02-08 | América de Cali        | 1  | 0 | 0 | 1  | 0  |
| Carlos Hoyos           | 1962-02-28 | Deportivo Cali         | 1  | 0 | 0 | 1  | 0  |
| Felix Polo             |            | Deportivo Cali         | 1  | 0 | 0 |    |    |
| Gildardo Gómez         | 1963-10-17 | Independiente Medellín | 0  | 1 | 0 | 6  | 0  |
| Middenveld             |            |                        |    |   |   |    |    |
| Pedro Sarmiento        | 1956-10-26 | Atlético Nacional      | 15 | 1 | 2 | 37 | 3  |
| Germán Morales         |            | Millonarios            | 15 | 1 | 0 |    |    |
| Willington Ortiz       | 1952-03-26 | América de Cali        | 12 | 0 | 4 | 49 | 12 |
| Hernán Darío Herrera   | 1957-10-28 | América de Cali        | 9  | 6 | 3 | 37 | 10 |
| Américo Quiñónez       | 1954-04-16 | América de Cali        | 8  | 2 | 0 |    |    |
| Víctor Lugo            | 1954-04-15 | América de Cali        | 6  | 5 | 1 |    |    |
| Carlos Ricaurte        |            | Atlético Nacional      | 4  | 1 | 0 |    |    |
| Eugenes Cuadrado       |            | Vlag van Colombia      | 2  | 2 | 0 |    |    |
| Carlos Valderrama      | 1961-09-02 | Deportivo Cali         | 1  | 2 | 0 | 3  | 0  |
| Gabriel Gómez          | 1959-12-08 | Atlético Nacional      | 1  | 0 | 0 | 1  | 0  |
| José Eugenio Hernández | 1956-03-18 | Millonarios            | 1  | 0 | 0 |    |    |
| Gilberto Granados      |            | Vlag van Colombia      | 0  | 2 | 0 |    |    |
| Leonel Álvarez         | 1965-07-29 | Independiente Medellín | 0  | 1 | 0 | 2  | 0  |
| Aanval                 |            |                        |    |   |   |    |    |
| Arnoldo Iguarán        | 1957-01-18 | Millonarios            | 14 | 0 | 3 | 27 | 4  |
| Manuel Córdoba         | 1960-02-10 | Millonarios            | 11 | 0 | 3 | 15 | 3  |
| Eduardo Vilarete       | 1960-02-10 | Atlético Bucaramanga   | 4  | 0 | 2 | 21 | 7  |
| Jesús Barrios          | 1961-10-01 | Atlético Junior        | 3  | 2 | 0 |    |    |
| Alex Valderrama        | 1960-10-01 | Atlético Nacional      | 2  | 2 | 1 | 18 | 5  |
| John Castaño           | 1966-05-12 | América de Cali        | 2  | 0 | 0 |    |    |
| Antony de Ávila        | 1962-12-21 | América de Cali        | 1  | 0 | 0 | 4  | 0  |
| Alfredo Ferrer         | 1962-02-16 | Millonarios            | 0  | 3 | 0 | 6  | 0  |
| William Knight         |            | Atlético Junior        | 0  | 3 | 0 | 6  | 0  |
| Sergio Angulo          | 1960-09-14 | Santa Fe               | 0  | 1 | 1 | 1  | 1  |

Colfútbol · A-internationals · Selecties · Statistieken · Bondscoaches · Colombiaans vrouwenelftal · Olympisch elftal · Colombia U20 · Colombia U17
1938 – 1949 ·
1950 – 1959 ·
1960 – 1969 ·
1970 – 1979 ·
1980 – 1989 ·
1990 – 1999 ·
2000 – 2009 ·
2010 – 2019 ·
2020 – 2029
WK 1962 · 
WK 1990 · 
WK 1994 · 
WK 1998 · 
WK 2014 · 
WK 2018
OS 1968 · 
OS 1972 · 
OS 1980 · 
OS 1992 · 
OS 2016
1938 · 
1939 · 1940 · 1941 · 1942 · 1943 · 1944 · 
1946 · 
1947 · 
1948 · 
1949 · 
1950 · 1951 · 1952 · 1953 · 1954 · 1955 · 1956 · 
1957 · 
1958 · 1959 · 1960 · 
1961 · 
1962 · 
1963 · 
1964 · 
1965 · 
1966 · 
1967 · 
1968 · 
1969 · 
1970 · 
1971 · 
1972 · 
1973 · 
1974 · 
1975 · 
1976 · 
1977 · 
1978 · 
1979 · 
1980 · 
1981 · 
1982 · 
1983 · 
1984 · 
1985 · 
1986 · 
1987 · 
1988 · 
1989 · 
1990 ·
1991 · 
1992 · 
1993 · 
1994 · 
1995 · 
1996 · 
1997 · 
1998 · 
1999 · 
2000 · 
2001 · 
2002 · 
2003 · 
2004 · 
2005 · 
2006 · 
2007 · 
2008 · 
2009 · 
2010 · 
2011 · 
2012 · 
2013 · 
2014 · 
2015 · 
2016 · 
2017 ·
2018 ·
2019 ·
2020 ·
2021
Algerije ·
Argentinië ·
Australië ·
Bahrein ·
België ·
Bolivia · 
Brazilië ·
Canada ·
Chili ·
China · 
Costa Rica ·
Cuba ·
DDR ·
Duitsland ·
Ecuador ·
Egypte ·
El Salvador ·
Engeland ·
Finland ·
Frankrijk ·
Griekenland ·
Guatemala · 
Haïti ·
Honduras ·
Hongarije ·
Hongkong ·
Ierland ·
Irak ·
Israël ·
Ivoorkust ·
Jamaica ·
Japan ·
Joegoslavië ·
Jordanië ·
Kameroen ·
Koeweit · 
Liberia · 
Marokko ·
Mexico ·
Montenegro ·
Nederland ·
Nederlandse Antillen ·
Nicaragua ·
Nieuw-Zeeland · 
Nigeria ·
Noord-Ierland ·
Noorwegen ·
Panama ·
Paraguay ·
Peru ·
Polen ·
Puerto Rico ·
Qatar ·
Roemenië ·
Saoedi-Arabië ·
Schotland ·
Senegal ·
Servië ·
Slovenië ·
Slowakije ·
Sovjet-Unie ·
Spanje ·
Trinidad en Tobago ·
Tsjecho-Slowakije ·
Tunesië · 
Turkije · 
Uruguay ·
Venezuela ·
Verenigde Arabische Emiraten · 
Verenigde Staten ·
Zuid-Afrika ·
Zuid-Korea ·
Zweden ·
Zwitserland
Brazilië (2014) ·
Engeland (2018) ·
Griekenland (2014) ·
Ivoorkust (2014) ·
Japan (2014) ·
Japan (2018) ·
Polen (2018) ·
Senegal (2018) ·
Uruguay (2014)